# Strmec pri Ormožu
Strmec pri Ormožu – wieś w Słowenii, w gminie Ormož. 1 stycznia 2018 liczyła 69 mieszkańców.